# پتر لونگریش
پتر لونگریش (انگلیسی: Peter Longerich؛ زادهٔ ۱۹۵۵) یک تاریخ‌نگار و استاد دانشگاه اهل آلمان است.
وی برای مدتی رئیس مرکز تحقیقات هولوکاست و تاریخ قرن بیستم در رویال هالووی دانشگاه لندن (RHUL) بود. در سال ۲۰۱۵ از این پست کنار رفت و به آلمان بازگشت. عمده تحقیقات او بر جمهوری وایمار، رایش سوم، جنگ جهانی دوم، هولوکاست، هاینریش هیملر و یوزف گوبلز تمرکز دارد.